# NGC 2748
NGC 2748 (другие обозначения — UGC 4825, MCG 13-7-19, ZWG 350.14, IRAS09080+7640, PRC C-28, PGC 26018) — галактика в созвездии Жираф.
Этот объект входит в число перечисленных в оригинальной редакции «Нового общего каталога».
В галактике вспыхнула сверхновая SN 2013ff типа Ic, её пиковая видимая звездная величина составила 16,0.
В галактике вспыхнула сверхновая SN 1985A типа I, её пиковая видимая звездная величина составила 14,5.
Галактика NGC 2748 входит в состав группы галактик NGC 2655. Помимо NGC 2748 в группу также входят NGC 2655, NGC 2591, NGC 2715, UGC 4466, UGC 4701 и UGC 4714.